# Austin Carroll
Austin Carroll (* 10. April 1987 in Orange, Kalifornien) ist ein US-amerikanischer Radrennfahrer.
Carroll wurde 2006 bei der US-amerikanischen Bahnradmeisterschaft jeweils Dritter in der Mannschaftsverfolgung und im Madison. Im nächsten Jahr belegte er bei der nationalen Meisterschaft in Carson jeweils den zweiten Rang im Punktefahren und im Madison. 2008 wurde er wieder Zweiter beim Madison. Außerdem konnte er zusammen mit Guy East den UIV Cup in Dortmund für sich entscheiden. Im Jahr 2010 wurde er mit seiner Mannschaft US-Meister in der Mannschaftsverfolgung. Im Folgejahr wurde er Dritter in dieser Disziplin und 2012 Dritter im Madison.
Sein bestes Ergebnis im internationalen Straßenradsport war der elfte Rang in der Ronde van Overijssel 2009.

## Erfolge
2008
- UIV Cup Dortmund (mit Guy East)

2010
- US-amerikanischer Meister – Mannschaftsverfolgung (mit Daniel Harm, Roman Kilun und Cody O’Reilly)

## Teams
- 2007 Rock Racing
- 2010 Adageo Energy